# Yuan Yuan Tan
Yuan Yuan Tan (cinese tradizionale: 譚元元; cinese semplificato: 谭元元; pinyin: Tán Yuányuán; Shanghai, 14 febbraio 1976) è una ballerina cinese, prima ballerina del San Francisco Ballet dal 1997 al 2024.

## Biografia
Nata e cresciuta a Shangai, comincia a studiare danza all'età di undici anni, prima in Cina e poi alla John Cranko Schule di Stoccarda. Durante l'adolescenza ottiene importanti riconoscimenti, tra cui la vittoria del Nijinsky Award e il primo premio al concorso internazionale di balletto di Parigi nel 1992. Nel 1995 è scritturata dal San Francisco Ballet e due anni dopo, appena ventenne, viene proclamata prima ballerina della compagnia.
Durante i suoi ventinove anni con il San Francisco Ballet, ha danzato in molti dei grandi ruoli del repertorio femminile, tra cui l'eponima protagonista in Giselle, Kitri in Don Chisciotte, la Fata Confetto ne Lo schiaccianoci, Aurora ne La bella addormentata, Giulietta in Romeo e Giulietta e il duplice ruolo di Odette e Odile ne Il lago dei cigni, tutti quanti nelle edizioni coreografate da Helgi Tomasson. Il suo repertorio con la compagnia include coreografie di tutti i maggiori coreografi del ventesimo e ventunesimo secolo, tra cui Frederick Ashton, George Balanchine, John Cranko, William Forsythe, Harald Lander, Serge Lifar, Lar Lubovitch, Kenneth MacMillan, Peter Martins, Wayne McGregor, Benjamin Millepied, John Neumeier, Rudol'f Nureev, Jules Perrot, Aleksej Ratmanskij, Jerome Robbins, Liam Scarlett, Antony Tudor e Christopher Wheeldon.
Nel 2024, il giorno del suo quarantasettesimo compleanno, dà l'addio alle scene danzando come Marguerite nel Marguerite and Armand di Ashton.